# Jason und Kristopher Simmons
Jason „Jay“ Patrick Simmons und Kristopher „Kris“ Robert Simmons (* 19. September 2002 in Los Angeles, Kalifornien) sind ein eineiiges Zwillingsbruderpaar, das vor allem durch seine Rolle als Wyatt Matthew Halliwell in der Erfolgsserie Charmed – Zauberhafte Hexen Bekanntheit erlangte.

## Leben
Jason, der ältere der beiden Zwillingsbrüder, wurde am 19. September 2002 um 18:22 Uhr als Sohn von Maria und Robert Simmons in Los Angeles im US-Bundesstaat Kalifornien geboren. Sein Bruder Kristopher kam nur eine Minute nach Jason zur Welt. Zudem haben die beiden einen sechs Jahre älteren Halbbruder namens Patrick. Ihre Mutter Maria wurde bald darauf Mitglied des Mothers Of Twins Club in Kalifornien, wobei die beiden Zwillingsjungen noch vor ihrem ersten Geburtstag von den Produzenten der erfolgreichen Fernsehserie Charmed – Zauberhafte Hexen gebucht wurden. Dort sollten die beiden Jungen schließlich die Rolle des Wyatt Matthew Halliwell, dem erstgeborenen Sohn von Piper Halliwell (Holly Marie Combs) und Leo Wyatt (Brian Krause), übernehmen und kamen dabei in der fünften Staffel in den offiziellen Cast der Serie.
Mit dem Auslaufen der Serie im Jahre 2006 kamen die beiden Zwillingsjungen auf Auftritte in exakt 50 verschiedenen Episoden.
Neben ihrer Zeit in Charmed kamen die beiden Brüder auch im Werbebereich zum Einsatz. Während die Eltern der beiden im Sommer 2003 darüber verständigt wurden, dass ihre beiden gemeinsamen Kinder für eine Rolle in Charmed ausgewählt wurden, kamen die Jungen noch im selben Jahr zu einem Engagement für die Babynahrungsmittelmarke Cargill. Auch danach waren die beiden weiter im Werbebereich vertreten, schafften es jedoch bis dato (Stand: März 2011) zu keinem weiteren nennenswerten Auftritt in einem Werbespot. Erst ab Herbst 2007 wurden die beiden wieder von verschiedenen Agenturen als Werbecharaktere bzw. Fotomodels gebucht. Während Jason Simmons im Jahre 2007 für den Verpackungs- bzw. Spielzeugerzeugungsbetrieb Cranium als Werbecharakter in den Printmedien zu sehen war, folgte noch im gleichen Jahr ein Engagement mit Ralph Lauren, wo er zusammen mit seinem Zwillingsbruder für Aufnahmen des diesjährigen Herbst-/Winterkatalogs posierte. 2008 folgte für Jason schließlich eine weitere Arbeit mit Hanna Andersson, für deren Katalog er in einer Halloween-Modelinie ebenfalls als Fotomodel agierte. Sein Zwillingsbruder Kristopher agierte stattdessen in diesem Jahr als Fotomodel für den Disney-Konzern. Des Weiteren brachten es die beiden in diesem Jahr auch eine Rolle in Pushing Daisies, wo sie die beiden 5-jährigen Jungen Maurice und Ralston mimten. Im Mai 2013 spielten sie in der Serie How I Met Your Mother die Castelli Zwillinge, die von Barney im Lasertag getroffen wurden.
Da die beiden Jungen durch einen Elternteil ecuadorianische Wurzeln haben, wuchsen sie neben Englisch auch mit Spanisch auf.

## Filmografie
- 2003–2006: Charmed – Zauberhafte Hexen (50 Folgen)
- 2008: Pushing Daisies (1 Folge)
- 2013: How I Met Your Mother (1 Folge)

## Engagements im Werbebereich
- 2003: Cargill-Babynahrung (Jason und Kristopher)
- 2007: Cranium-Verpackungsbetrieb (Spielzeug) (nur Jason)
- 2007: Ralph Lauren (Jason und Kristopher)
- 2008: Hanna Andersson (nur Jason)
- 2008: Disney (nur Kristopher)